# Ломеллини, Джованни Баттиста
Джованни Баттиста Ломеллини (итал. Giovanni Battista Lomellini; Генуя, 1594 — Генуя, 1674) — дож Генуэзской республики.

## Биография
Сын Стефано Ломеллини и Оьетты ди Адамо, родился в Генуе в период около 1594 года. Первые упоминания о политической карьере Ломеллини относятся к 1622 году, когда он был назначен генералом галер. В войне между генуэзским государством и герцогством Савойским в 1625 году его имя фигурирует среди аристократов, отличившихся в боях.
Далее он был послом Генуи в Милане, а затем работал в Банке Сан-Джорджо, был назначен сенатором Республики, а 24 июля 1646 года был избран на высшую должность дожа, 108-го в республиканской истории. Как дож он также был провозглашен королём Корсики.
Его двухлетний мандат, по мнению историков, был спокойным и тихим. Сам дож страдал подагрой, которая несколько раз мешала ему председательствовать на публичных церемониях. В конце мандата - 24 июля 1648 года - он был назначен пожизненным прокурором.
Он умер в Генуе около 1674 года, его тело было похоронено в базилике Сантиссима-Аннунциата-дель-Васто.